# Piatra Neamț (stacja kolejowa)
Piatra Neamț (rum: Gare Piatra Neamț) – stacja kolejowa w Piatra Neamț, w Okręgu Neamț, w Rumunii. Stacja jest obsługiwana przez pociągi CFR Călători.

## Historia
W Piatra Neamț, pierwsza linia kolejowa została zbudowana by połączyć miasto z Bacău. Linia była budowana od 15 maja 1882 do 15 października 1885. Pierwsza stacja nosiła nazwę Gara Vechi (w dzielnicy o tej samej nazwie). Stara stacja została zbudowana w 1893 roku po inauguracji linii Bacau - Piatra Neamt. Początkowo linia miała rozstaw 1000 mm. Doprowadzenie linii do rozstawu 1456 mm zostało przeprowadzone przez inżyniera I. Bacalu, a prace były prowadzone przez inżyniera Romulusa Băiulescu.
Obecna stacja Piatra Neamț została otwarta 2 października 1913 i jest obiektem zabytkowym. 
Francis Ford Coppola nakręcił na stacji kilka scen z filmu Młodość stulatka, który miał swoją premierę w 2007 roku.

## Linie kolejowe
- Bacău – Bicaz